# St. Margaret (Ilketshall)
St. Margaret, Ilketshall is een civil parish in het bestuurlijke gebied Waveney, in het Engelse graafschap Suffolk. In 2001 telde het dorp 151 inwoners.